# بخش هوکال
بخش هوکال (به اسپانیایی: Departamento Hucal) یک منطقهٔ مسکونی در آرژانتین است که در استان لا پامپا واقع شده‌است.